# Qatarier
Qatarier (arabiska: قطري) är vanligtvis en benämning på medborgarna och en etnisk grupp som delar sin kultur och sitt arabiska ursprung i emiratet Qatar. Totalt består befolkningsgruppen av cirka 350 000 qatarier vilket utgör 14 procent av befolkningen i landet. I början av 2017 var den totala befolkningen i Qatar 2,6 miljoner, med 313 000 qatariska medborgare och 2,3 miljoner utlandsstationerade arbetare.